# Raab Entertainment
Raab Entertainment ist eine am 1. Januar 2024 gegründete Medienproduktionsfirma von Stefan Raab und Daniel Rosemann in Hürth bei Köln.

## Geschichte
Anfang Januar gab Mitgründer und Geschäftsführer Daniel Rosemann, der bis zum Herbst 2023 Senderchef von ProSieben und Sat.1 war, die Gründung der Produktionsfirma über einen LinkedIn-Post bekannt.
Stefan Raab trennte sich zu dieser Zeit von Banijay Germany bzw. Brainpool, nachdem der gemeinsame Vertrag ausgelaufen war. Brainpool behielt dabei alle Rechte an Raabs ProSieben-Katalog mit über 4000 Programmstunden und seinen bis dahin entwickelten TV-Ideen.
Man fokussiere sich mit Raab Entertainment auf die Produktion von Bewegtbildinhalten für Sender, Plattformen und Einzelkunden. Laut Angaben des Medienmagazins DWDL stellte RTL dem Unternehmen ein Produktionsbudget von 90 Mio. Euro zur Verfügung.
Als erste Sendung produzierte man im Zuge der Fußball-EM 2024 Das RTL EM-Studio, das nach schwachen Quoten am 14. Juli und damit einen Tag früher als geplant abgesetzt wurde.
Am 14. September war Raab Entertainment hinter der Produktion des von RTL veranstalteten dritten Boxkampfes zwischen Raab und Halmich unter dem Titel Der Clark Final Fight, der im Düsseldorfer PSD Bank Dome live übertragen wurde, zuständig. Damit stand Raab erstmals seit Beendigung seiner aktiven Fernsehkarriere vor neun Jahren wieder vor einer Fernsehkamera. Nach dem Boxkampf kündigte Raab im Rahmen der Show seine Rückkehr ins Showbusiness bei RTL an. Die Show sorgte für einen Marktanteil von über 50 % und war mit rund 5,90 Mio. Zuschauern Marktführer des Abends.
Am 18. September startete die ebenfalls von Raab Entertainment produzierte Show Du gewinnst hier nicht die Million bei Stefan Raab. Das am Vortag aufgezeichnete Format, das Unterhaltung, Quiz und Wettbewerb kombiniert, wurde zunächst nur exklusiv für den Streamingdienst RTL+ produziert. Die erste Ausgabe der Show sorgte dabei für den größten Abonnentenzuwachs eines einzelnen Formates auf dem Streamingdienst. Bis zur letzten Ausgabe im Juni 2025 wurde das Format seit Februar 2025 auch wöchentlich im linearen Programm bei RTL ausgestrahlt und bereits am Morgen zuvor auf RTL+ bereitgestellt.
Weitere Projekte bei RTL und RTL+ seien in Planung. Im November wurde die neue RTL-Spielshow Eltons 12 produziert; im Dezember Stefan & Bully gegen irgendson Schnulli. Ebenfalls entwickle man eine Erneuerung für den Eurovision Song Contest (ESC) mit einer Verteilung der Vorentscheide auf den Sendern ProSieben, Sat.1, RTL, ZDF und ARD. Die Shows, die im selben Studio produziert werden, sollen dabei mit den Konzepten des jeweiligen Senders umgesetzt werden. Schlussendlich wurde das Konzept lediglich unter Beteiligung der ARD, vertreten durch den NDR, sowie RTL umgesetzt.

## Produktionen
- 2024: Das RTL EM-Studio – Alle Spiele, Tore, Emotionen, RTL
- 2024: Der Clark Final Fight, RTL
- 2024–2025: Du gewinnst hier nicht die Million bei Stefan Raab, RTL+ / RTL
- seit 2024: Eltons 12, RTL
- seit 2024: Stefan & Bully gegen irgendson Schnulli, RTL
- 2025: Chefsache ESC 2025 – Wer singt für Deutschland?, RTL / NDR
- seit 2025: Raabs Pokernacht mit GGPoker.de